# Trinh thử
Trinh thử (chữ Nho: 貞鼠, Con chuột trinh tiết) là truyện thơ Nôm Việt Nam, dài 850 câu lục bát và 2 bài thơ thất ngôn luật Đường. Hiện chưa rõ tác giả là ai và thời điểm tác phẩm ra đời.

## Tác giả
Trước đây, nhiều người (trong số đó có Dương Quảng Hàm, Bùi Kỷ) cho rằng truyện Trinh thử là của Trần triều xử sĩ Hồ Huyền Quy  soạn. Nhưng hiện nay, theo nhà nghiên cứu Triêu Dương, thì bước đầu đã xác định truyện Trinh thử thoát thai từ một tác phẩm văn xuôi chữ Hán, có nhan đề là Đông thành trinh thử truyện (Truyện con chuột trinh tiết ở tường thành phía Đông) ra đời vào nửa sau thế kỷ 19.
Cũng theo Triêu Dương, thì tác giả có thể là một danh sĩ lúc bấy giờ. Một số bô lão thì nói rằng truyện này do Nguyễn Hàm Nghi (em ruột Nguyễn Hàm Ninh) ở Quảng Bình viết vào thời thực dân Pháp mới sang xâm lược nước Việt, và có ý ám chỉ thời thế.
Trong khi chờ đợi các nhà nghiên cứu văn học Việt xác nhận ai là người viết truyện Trinh Thử, ở đây phần tác giả tạm ghi theo Từ điển văn học (bộ mới) là "khuyết danh".

## Lược truyện
Bản in sớm nhất truyện Trinh Thử hiện còn là lần in vào năm Đinh Tỵ (1875). Truyện kể rằng vào năm Long Khánh (niên hiệu của Trần Duệ Tông), đời Trần ở miền Lộc Đỗng có người Hồ sinh, học rộng biết nhiều, lại nghe được tiếng chim muông. Nhân ra chơi kinh thành, chàng ngụ ở gần nhà Thừa tướng Hồ Quý Ly. Đêm nằm bỗng nghe tiếng chó sủa. Chó sủa làm cho một con chuột bạch góa chồng đang đi kiếm ăn bên nhà Hồ Quý Ly kinh hãi chạy vào nấp ở hang chuột đực.
Theo nhà nghiên cứu Dương Quảng Hàm thì trừ đoạn mở đầu và đoạn kết, truyện có thể chia làm 3 đoạn và có nội dung đại để như sau.

### Chuột Đực quyến rũ Chuột Bạch, Chuột Bạch cự tuyệt
Đoạn này từ câu 11 đến câu 526.
Chuột Bạch chạy nấp vào hang Chuột Đực, bị Chuột Đực gạ gẫm, nhưng Chuột Bạch nhất định cự tuyệt, bác lại các lý lẽ của Chuột Đực và quyết liều chết để bảo toàn chữ trinh. Chuột Đực biết không thể lay chuyển nổi Chuột Bạch, bèn lấp liếm để chữa thẹn.

### Chuột Cái về, nổi ghen, rầy rà Chuột Đực và sinh sự với Chuột Bạch
Đoạn này từ câu 527 đến câu 718.
Đang khi ấy, Chuột Cái về, ngờ rằng chồng (Chuột Đực) và Chuột Bạch có tình gian, tỏ ý giận dữ. Chuột Bạch giãi bày, biện bạch rồi từ biệt ra về. Nhưng Chuột Cái không tin, nổi ghen, đay nghiến chồng, rồi còn đến nhà Chuột Bạch để xỉ vả. Mèo ở đâu chợt đến. Chuột Bạch chạy thoát vào cong gạo, còn Chuột Cái chạy lạc đường sa xuống ao.

### Hồ sinh cứu vớt và khuyên nhủ Chuột Cái
Đoạn này từ câu 719 đến câu 802.
Hồ sinh (người biết tiếng chim muông đã đứng nghe câu chuyện từ đầu) thấy thế, bèn đuổi mèo đi, vớt Chuột Cái lên, rồi lấy lời lẽ phải trái nói rõ lòng trinh tiết của Chuột Bạch và khuyên nhủ Chuột Cái về đạo cư xử trong gia đình.

## Nhận xét
- Nhà nghiên cứu Triêu Dương:

Trinh thử mượn chuyện loài vật để nêu lên hình ảnh người phụ nữ ở góa biết giữ lòng chung thủy đối với người chồng đã mất, đả kích hạng dâm dật giở trò ong bướm đối với người góa bụa, và phê phán những phụ nữ ghen tuông quá đáng.
Trinh thử đề cao lối sống trong sạch, chỉ trích những kẻ keo bẩn ky cóp làm giàu một cách không chính đáng. Tác phẩm cũng chĩa mũi nhọn vào bọn quyền thần, và phản đối lối sống tùy thời của những kẻ chuyên luồn cúi. Luân lý ở đây có phần hợp với nhân dân lao động, nhưng cũng chịu ảnh hưởng nặng nề của lễ giáo phong kiến chính thống...
- Thanh Lãng:

Đây là cuộc đấu tranh xoay quanh vấn đề giá trị của đạo đức và ý nghĩa của cuộc sống.
Chuột Đực phản đối trinh tiết, mỉa mai đời sống thanh bần, chê cuộc sống theo nề nếp. Về lý thuyết, Chuột Đực chủ trương thuyết vị lợi, sống là hưởng thụ, và hoài nghi mọi giá trị đạo đức luân lý.
Chuột Bạch bảo vệ trinh tiết, phản đối bội bạc, coi khinh giàu sang bất chính...
Trinh thử là hình ảnh của hạng người trong xã hội đương thời, một bên là trọng nghĩa khinh tài, một bên là phường giá áo túi cơm...
Xét về lời văn, nhà nghiên cứu Dương Quảng Hàm viết:
Lời văn truyện Trinh thử bình thường giản dị mà vẫn chải chuốt thanh tao. Và có một điều đặc sắc là dùng nhiều câu phương ngôn, tục ngữ một cách khéo léo.

## Sách tham khảo
- Dương Quảng Hàm, Việt Nam thi văn hợp tuyển (mục "Trinh thử"). Trung tâm học liệu xuất bản. Bản in lần thứ 9, Sài Gòn, 1968.
- Thanh Lãng, Bảng lược đồ văn học Việt Nam (Quyển Thượng). Nhà xuất bản Trình bày, Sài Gòn, không ghi năm xuất bản.
- Triêu Dương, mục từ "Trinh thử" trong Từ điển văn học (bộ mới). Nhà xuất bản Thế giới, 2004.